# Kaneko Daiei
Kaneko Daiei est un nom japonais traditionnel ; le nom de famille (ou le nom d'école), Kaneko, précède donc le prénom (ou le nom d'artiste).
Kaneko Daiei (金子 大栄) (3 mai 1881-20 octobre 1976) est un philosophe bouddhiste japonais du début du XXe siècle. Il est le fils d'un prêtre du Saiken-ji, temple bouddhiste shin situé à Jōetsu dans la préfecture de Niigata. Élève de Kiyozawa Manshi (1863 - 1903), il enseigne plusieurs années à l'université Ōtani. En 1928, il est excommunié du mouvement Jōdo Shinshū pour avoir accusé l'organisation d'être imprégnée de matérialisme. Une dizaine d'années plus tard son excommunication est annulée et il est réintégré au sein du Jōdo Shinshū. 
Kaneko est l'auteur de nombreux essais sur la pensée Shin très estimés aujourd'hui et qui participent à la présentation de la philosophie Shin contemporaine. Il est ami de Soga Ryōjin (1875 - 1971), autre étudiant de Manshi qui comme lui est enseignant à l'université Ōtani.